# Léonard Duphot

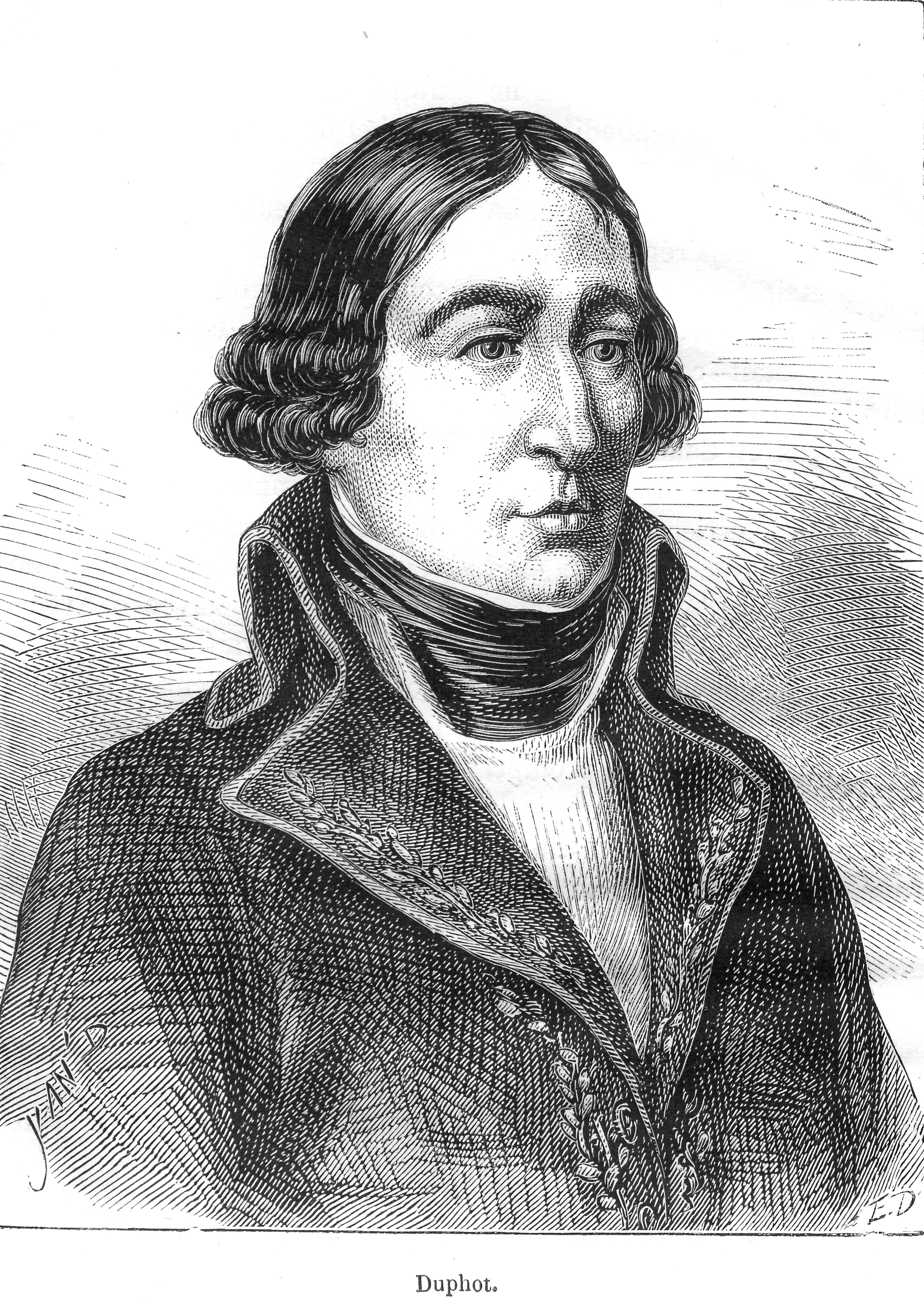
Léonard Duphot.

Léonard Duphot, född 21 september 1769 i Lyon, död 1797 i Rom, var en fransk general och skald.
Duphot utmärkte sig i Italien 1796, fick av Bonaparte i uppdrag att organisera en del av Cisalpinska republikens trupper och åtföljde 1797 Joseph Bonaparte på dennes ambassad till Rom, där han mördades 29 december samma år, under det upplopp, som framkallades av de av franska legationen understödda strävandena att förvandla Rom till republik. Det var med anledning av detta mord, som Berthier med en fransk armé 1798 inryckte i staden, störtade påvestyrelsen och lät utropa Rom till republik. Duphots Ode aux mânes des héros morts pour la liberté blev mycket populärt. Uppgiften att Duphot var förlovad med Désirée Clary (sedermera drottning Desideria) är ogrundad.